# Radical 114
Le radical 114, qui signifie la fesse ou les empreintes des pieds, est un des 23 des 214 radicaux chinois répertoriés dans le dictionnaire de Kangxi composés de cinq traits.
Le caractère Unicode de 禸 est 79B8.

## Caractères avec le radical 114
| nombre de traits          | caractères |
| ------------------------- | ---------- |
| Sans trait supplémentaire | 禸         |
| 4 traits supplémentaires  | 禹 禺      |
| 6 traits supplémentaires  | 离         |
| 7 traits supplémentaires  | 禼         |
| 8 traits supplémentaires  | 禽         |
| 9 traits supplémentaires  | 歶         |